# William Kwong Yu Yeung
William Kwong Yu Yeung (楊光宇) ou também chamado Bill Yeung é um astrônomo nascido em Hong Kong naturalizado canadense que possui telescópios nos Estados Unidos. É um prolífico descobridor de asteróides, tendo descoberto 913 deles. Sua lista de descobertas também inclui o cometa 172P/Yeung.
Também descobriu um objeto denominado J002E3 o qual foi inicialmente tomado como um asteróide. Posteriormente descobriu-se que na realidade se trata de uma parte do foguete Saturno V que levou a missão Apollo 12 a Lua. Ele trabalhou primeiramente no Rock Finder Observatory (IAU code 652) em Calgary, Alberta, e atualmente trabalha no Desert Beaver Observatory (IAU code 919) no Arizona e no Desert Eagle Observatory (IAU code 333).